# Ausrottung der vier Plagen

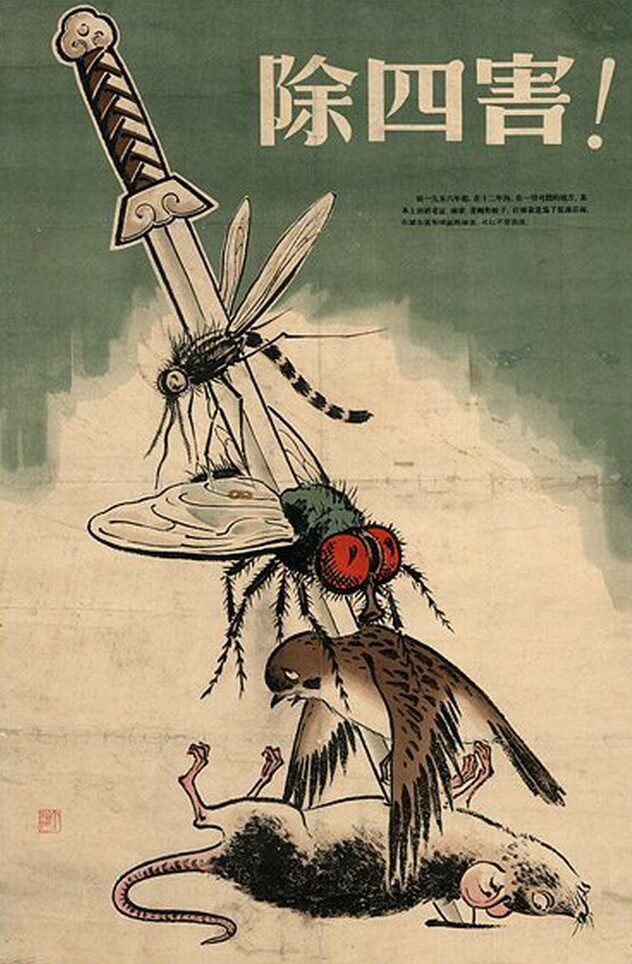
Propaganda-Poster aus dem Jahre 1958: „Rottet die vier Plagen aus!“

Die Ausrottung der vier Plagen (chin.: 除四害  chú sìhài), auch Ausrottung der vier Übel genannt, war eine Massenkampagne, die während des chinesischen Großen Sprungs nach vorn initiiert wurde.
Beginn der Kampagne war im Jahr 1958, mehrere Massenkampagnen sollten in diesem Jahr zur landwirtschaftlichen Produktivitätssteigerung beitragen. Die Kampagne richtete sich gegen Ratten, Stubenfliegen, Stechmücken und Sperlinge, vor allem Feldsperlinge. In China trägt die Kampagne daher auch die Bezeichnung „Kampagne zur Erschlagung der Spatzen“ (打麻雀运动) oder „Kampagne zur Eliminierung der Spatzen“ (消灭麻雀运动). Wegen der Auswirkung des Populationseinbruches bei Vögeln, die als wesentliche Vertilger landwirtschaftlicher Schädlinge fehlten, wurde im Jahr 1960 die Eliminierung von Bettwanzen anstelle von Vögeln als Ziel genannt. Erst nach Mao Zedongs Tod teilte die offizielle chinesische Nachrichtenagentur Xinhua mit, dass Sperlinge eher Nützlinge als Schädlinge seien, und berichtete davon, dass Behörden in der Provinz Shandong Anstrengungen unternähmen, die Sperlingspopulation zu erhöhen.

## Hintergrund
Mit dem „Großen Sprung nach vorn“ wollte die Führung der Volksrepublik China die „drei großen Unterschiede“ Land und Stadt, Kopf und Hand sowie Industrie und Landwirtschaft einebnen, den Rückstand zu den westlichen Industrieländern aufholen und die Übergangsperiode zum Kommunismus deutlich verkürzen. Die Kampagne des Großen Sprungs begann nach dem ersten Fünfjahresplan von 1953 bis 1957 und sollte bis 1963 laufen. 1961 wurde die Kampagne, die zur Großen Chinesischen Hungersnot führte, nach ihrem offensichtlichen Scheitern abgebrochen.
In den Zeitraum des „Großen Sprungs nach vorn“ fällt die flächendeckende Einführung von Volkskommunen auf dem Land. Diese waren militärähnlich organisiert, die Angehörigen einer Volkskommune gingen meist in Brigaden unter Führung eines Brigadeleiters ihrer Arbeit nach. Die Organisationsform erlaubte die Durchführung von Massenkampagnen. So wurden in den Jahren des „Großen Sprungs“ zahlreiche Wasserbauprojekte durch- und zwangsweise andere Bewirtschaftungsmethoden auf den Agrarflächen eingeführt. Zu den bekanntesten Kampagnen zählt diejenige zur Erhöhung der Eisen- und Stahlproduktion. Zu diesem Zeitpunkt galten die Produktionsmengen an Eisen und Stahl noch als Indikator für den Entwicklungsstand eines Landes. Mao Zedongs erklärtes Ziel war eine deutliche Steigerung der Eisen- und Stahlproduktion; er wollte innerhalb weniger Jahre das Produktionsniveau Großbritanniens erreichen, das damals noch zu den führenden Industrienationen zählte. Zur Erreichung des Ziels wurden zahlreiche kleine Hochöfen im ganzen Land errichtet; die Angehörigen der einzelnen Volkskommunen mussten über Wochen an diesen Hochöfen arbeiten. Die Kampagne zur „Ausrottung der vier Plagen“ war ähnlich organisiert.

## Erinnerungen an die Durchführung der Kampagne
Im Gegensatz zu den anderen Kampagnen waren zu einem großen Teil auch Kinder beteiligt. Mao Zedong selbst gab am 18. Mai 1958 auf der zweiten Sitzung des 8. Parteikongresses die Devise aus, dass die gesamte Bevölkerung inklusive der erst Fünfjährigen an dieser Kampagne zur Ausrottung der vier Plagen beteiligt sein müsse.
Aus der eigenen Erinnerung berichtet der während der Kulturrevolution nach Deutschland emigrierte Sinologe Yu-chien Kuan:

„Ich erinnerte mich an einen Tag, an dem die ganze Bevölkerung nichts anderes machte, als mit Gongs und Töpfen und allen möglichen anderen zum Krachmachen geeigneten Gegenständen auf den Straßen und in den Höfen herumzulaufen, um die Spatzen aufzuscheuchen. Den ganzen Tag war so laut gescheppert worden, dass die Vögel sich nirgends niederlassen konnten und schließlich tot vom Himmel fielen. An jenem Tag wurden Millionen von Vögeln getötet, und wir waren alle ganz stolz darauf gewesen. War es nicht fantastisch, wie es Mao Zedong gelang, die gesamte Bevölkerung für ein gemeinsames Ziel zu mobilisieren? Erst später erfuhren wir, dass die Vögel, die in der Stadt lebten, immer in der Stadt blieben und deshalb gar keinen Schaden auf den Feldern anrichten konnten. Im Gegenteil: Da nicht nur die körnerfressenden Spatzen von der Aktion betroffen waren, hatten wir anschließend eine Insektenplage erlebt.“

Ein von Judith Shapiro interviewter Zeitzeuge, der als Schulkind an dieser Kampagne teilnahm, erinnerte sich an die Beteiligung der gesamten Schule. Die Kinder bauten Leitern, um die Nester herunterzuschlagen, und schlugen abends Gongs, um die Vögel daran zu hindern, zu ihren Rastplätzen zurückzukehren. Eine andere Zeitzeugin erinnerte sich, wie ein großer Teil der Bevölkerung ihres Kreises mehrere Tage lang abends in die Hügel zog und dort auf Töpfe und Pfannen schlug, um so die Vögel immer wieder zum Auffliegen zu zwingen, bis diese vor Erschöpfung starben. Ein von Philip Short zitierter Ausländer, der in dieser Zeit in der Volksrepublik China zu Besuch war, berichtete später, dass er über einen Zeitraum von vier Wochen nicht einen Sperling beobachtet habe.

## Rezeption